# Moj mikro
Moj mikro (mikro - mikroračunalo) bio je slovenski časopis koji se bavio računarstvom, a kojeg je prvo izdavala slovenska tvrtka ČGP Delo, sada Delo revije, d. d.
Prvi broj na slovenskom jeziku izišao je u lipnju 1984., dok je prvo izdanje na hrvatskom izašlo u siječnju 1985. Izdanje na hrvatskom jeziku održalo se zaključno s listopadom 1991., nakon čega izlazi isključivo na slovenskom jeziku. U početku bio je tehnološki časopis koji je pokrivao razna područja: kućna računala, opise novih računarskih sistema, gospodarskih izložbi, sklopovlja, pisača, računalnih igara, i neko vrijeme je sadržavao ispise programa za razna računala. Tijekom vremena format časopisa se mijenjao, prateći zbivanja na računalskom tržištu. 
Zbog neplaćanja dugova Dela vjerovnicima, Moj mikro je ugašen nakon ljetnog dvobroja 2015.

## Vanjske poveznice
- Digitalizirana stara izdanja časopisa Moj mikro